# Образование в Российской империи
Образова́ние в Росси́йской импе́рии — образование, существовавшее в России в период с XVIII века до момента распада Российской империи в 1917 году.
В дореволюционный период в России действовала система научной и педагогической аттестации, созданная в результате заимствования регламентов европейских, прежде всего немецких университетов.

## XVIII век
XVIII век в России принес изменения в процесс обучения: появились новые подходы к образованию.
Богословие стали преподавать только в епархиальных школах, где обучались дети духовенства. В 1727 году в России насчитывалось 46 епархиальных школ с 3056 учащимися.
В 1701 г. в Москве в здании бывшей Сухаревской башни была основана Школа математических и навигационных наук. В том же 1701 г. была открыта Артиллерийская школа; в 1708 г. — Медицинское училище; в 1712 г. — Инженерная школа. В 1715 г. старшие классы Школы математических и навигационных наук были переведены в Петербург и преобразованы в Морскую академию (ныне Высшая военно-морская академия).
К концу первой четверти XVIII в. по указу 1714 г. в губерниях были открыты 42 цифирные школы с 2000 учащимися (к середине века многие цифирные школы были присоединены к духовным училищам, а другие закрылись).
При Анне Иоанновне (1730—1740) дети солдат учились в гарнизонных школах.
При металлургических заводах на Урале и в Олонецком крае правительство организовало первые горные школы, готовившие специалистов горного дела.
Закладывались основы для развития системы замкнутых сословных школ, сложившейся к середине XVIII в.
В 1732 г. учрежден Корпус кадетов или Сухопутный шляхетский (дворянский) корпус. После окончания этого учебного заведения дворянские дети получали офицерские чины.
С 1730-х гг. широкое применение получила практика записывать в полк малолетних детей, так что к совершеннолетию они получали по выслуге лет офицерский чин.
При Анне Иоанновне были учреждены Морской, Артиллерийский и Пажеский корпуса.

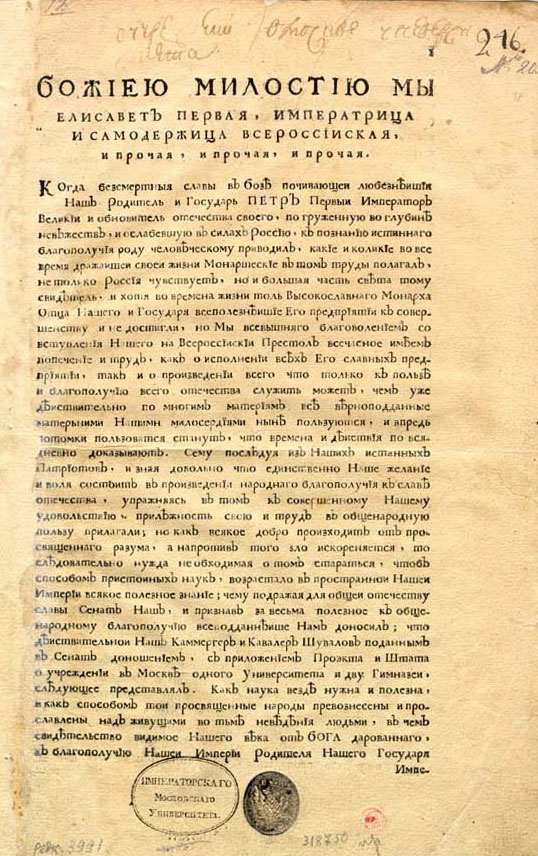
Указ об основании Московского Университета

При Елизавете (1741—1762) военно-учебные заведения были реорганизованы. В 1744 г. вышел указ о расширении сети начальных школ. Открыты первые гимназии: в Москве (1755 г.) и в Казани (1758 г.). В 1755 г. по инициативе фаворита императрицы И. И. Шувалова основан Московский университет, а в 1757 г. — Академия художеств.
Во второй половине XVIII века прослеживаются две тенденции в образовании: расширение сети учебных заведений и усиление принципа сословности.

### Школьная реформа Екатерины II
В 1782—1786 годах была осуществлена школьная реформа. В 1786 году был утвержден Устав народных училищ. В каждом городе учреждались главные училища с 4 классами, а в уездных городах — малые народные училища с 2 классами. Было введено предметное преподавание, единые сроки начала и окончания занятий, классная урочная система; разрабатывались методики преподавания, единые учебные планы. В проведении этой реформы большую роль сыграл сербский педагог Ф. И. Янкович де Мириево. К концу века насчитывалось 550 учебных заведений с 60—70 тыс. учеников. Система закрытых учебных заведений разработана Екатериной II совместно с президентом Академии художеств и шефом Сухопутного шляхетского корпуса И. И. Бецким.
К средним учебным заведениям в это время относились народные училища, шляхетские корпуса, благородные пансионы и гимназии.
Однако за весь XVIII век средний уровень грамотности достиг лишь 2-6% среди женщин и 4-8% среди мужчин, в 8-10 раз уступая европейским странам и в 3-5 раз Японии и Китаю. На народное образование Россия в 1796 г. тратила 1,7% бюджета, или 1,17 млн руб., тогда как  на содержание императорского двора — около 7 млн руб.

## XIX век
К нач. XIX в. общеобразовательная школа была представлена 2- и 4-классными народными училищами в городах. Общеобразовательные гимназии имелись в Москве, Петербурге и Казани. Действовали специализированные учебные заведения: солдатские школы, кадетские и шляхетские корпуса, различного типа духовные училища. Московский университет был высшим учебным заведением.

### При Александре I (1801—1825 гг.)
В 1802 году было учреждено Министерство народного просвещения (МНП). В 1803 г. было издано новое положение об устройстве учебных заведений.
Новые принципы в системе образования:
1. бессословность учебных заведений,
2. бесплатность обучения на низших его ступенях,
3. преемственность учебных программ.

Предварительными правилами 1803 г. все учебные заведения были разделены на 4 разряда: 1) одноклассные приходские училища, заменившие малые народные училища, 2) 3-классные уездные училища, которые должны были быть в каждом уездном городе, 3) 4-летние губернские училища, или гимназии (бывшие главные народные училища) в губернских городах и 4) университеты.
Всей системой образования ведало Главное управление училищ, созданное в 1803 г.
Появилось 6 университетов: в 1802 г. — Дерптский, в 1803 г. — Виленский, в 1804 г. — Харьковский и Казанский; а открытый в 1804 г. Петербургский Педагогический институт был преобразован в 1819 г. в Санкт-Петербургский университет. В 1832 г. Виленский университет был закрыт, а в 1834 г. был основан Киевский. Территория России была разделена на 6 учебных округов, которые возглавляли попечители. Над попечителями стояли ученые советы при университетах.
В 1804 г. был издан Университетский устав, предоставлявший университетам значительную автономию: выборность ректора и профессуры, собственный суд, невмешательство высшей администрации в дела университетов, право университетов назначать учителей в гимназии и училища своего округа.
В 1804 г. также был издан первый цензурный устав. При университетах из профессоров и магистров были созданы цензурные комитеты, подчинявшиеся Министерству народного просвещения.
Появились первые привилегированные средние университетские заведения — лицеи: в 1811 г. — Царскосельский, в 1817 г. — Ришельевский в Одессе, в 1820 г. — Нежинский.

### При Николае I (1825—1855)
При Николае I образование приняло замкнутый сословный характер: приходские школы для крестьян; уездные училища для детей купцов, ремесленников и других городских обывателей; гимназии для детей дворян и чиновников.
В 1827 г. был издан указ и специальный циркуляр, запрещавший принимать крепостных в гимназии и университеты, если нет гарантий, что им будут обеспечены условия жизни соответствующие полученному образованию. Основу народного просвещения составлял принцип сословности и бюрократической централизации.
В 1828 г. — школьный устав, по которому начальное и среднее образование делилось на три категории:
1. для детей низших сословий — одноклассные приходские училища (изучались четыре правила арифметики, чтение, письмо и «закон Божий»).
2. для средних сословий, то есть мещан и купцов — трёхклассные училища (геометрия, география, история).
3. для детей дворян и чиновников — семиклассные гимназии (там готовили к поступлению в университет).

В 1835 г. издаётся новый Университетский устав. Он ограничивал автономию университетов, запрещал университетский суд и фактически привёл к установлению полицейского надзора за студентами.
В нач. XIX в. существовало 5 кадетских корпусов. К сер. XIX в. их насчитывалось двадцать.
Если в нач. XIX в. числилось 35 православных семинарий и 76 архиерейских школ (низших духовных школ), то в 1854 г. их стало, соответственно, 48 и 223.
В 1810 г. после добавления дополнительной ступени образования в Инженерном училище, которое затем становится Главным инженерным училищем, начался переход к созданию системы высшего инженерного образования в России, сопровождавшийся реальным углублением качества естественно-научной подготовки инженеров. Этот процесс качественных изменений инженерных школ в основном завершился к концу XIX века.
В 1832 г. учреждена Императорская военная академия, готовившая офицеров Генерального штаба. В 1855 г. отделены Артиллерийская и Инженерная академии.
Расширилась сеть промышленно-технических учебных заведений: в 1828 г. учреждается Технологический институт, в 1830 г. — Архитектурное училище, а в 1832 г. — Училище гражданских инженеров (в 1842 г. оба эти училища были объединены в Строительное училище), в 1842 г. в Белоруссии было открыто Горыгорецкое земледельческое училище, преобразованное в 1848 г. в Земледельческий институт, в 1835 г. в Москве основан Межевой институт. Кроме этого появились Институт инженеров путей сообщения, Лесной институт, Практический политехнический институт, Горный институт, Практическая коммерческая академия, Земледельческая школа, частная горнозаводская школа, Техническое училище. В провинциях возникают ветеринарные училища.

### При Александре II (1855—1881)
Отмена крепостного права Александром II, успехи промышленного производства и утверждение капитализма в России во второй половине XIX века повлекли за собой глубокие сдвиги во всех областях культуры. Для пореформенной России был характерен рост грамотности населения, развитие различных форм обучения.
В 1863 г. издается новый Университетский устав. Он вернул прежнюю автономию университетам, в соответствии с Уставом от 1803 г., ликвидированную Николаем I в 1835 г. Восстанавливалась самостоятельность университетов при решении административно-финансовых и научно-педагогических вопросов. В то же время, в ответ на появление на лекциях первых женщин в качестве вольнослушательниц, новый устав напрямую запрещал их присутствие в университетах.
В 1864 г. издан «Устав гимназий» и «Положение о народных училищах», регламентировавшие начальное и среднее образование. Вводилось доступное всесословное образование. Возникали наряду с государственными земские, церковно-приходские, воскресные и частные школы. Гимназии разделились на классические и реальные. В них принимали детей из всех сословий, способных оплатить обучение.
В 1869 г. созданы первые женские высшие учебные заведения — Высшие женские курсы с университетскими программами.

### При Николае II

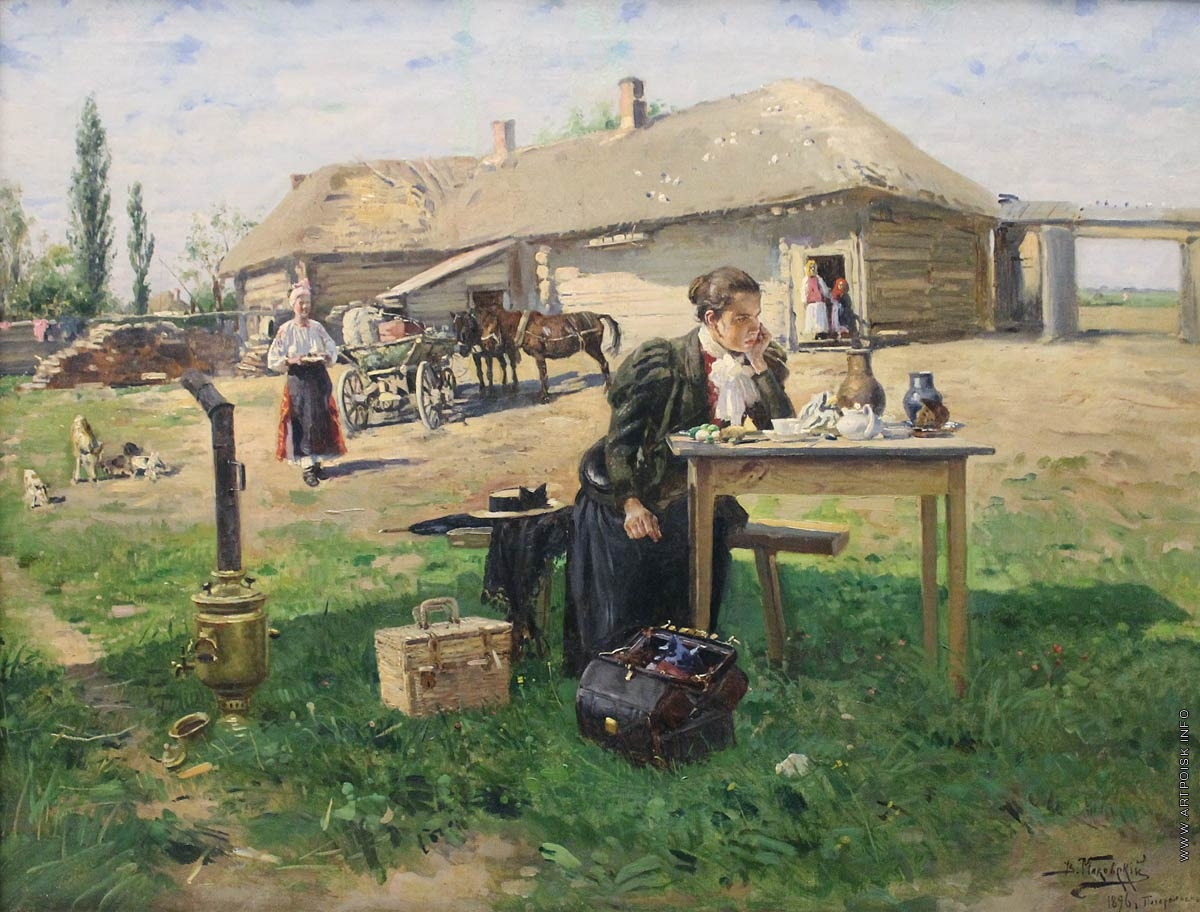
Владимир Маковский. Учитель посещает деревню (между 1896 и 1897 годом)

В июне 1902 г. на имя Г. Э. Зенгера — министра народного просвещения последовал Высочайший рескрипт Николая II, которым были определены главные черты предстоящей образовательной реформы: законченность начального и среднего образования, особое внимание воспитанию нравственности.(электр.рес.) Далее конкретное подтверждение. «Правительство прилагало большие усилия к преодолению тяжелого недуга российского общества — низкого уровня грамотности: расходы по министерству народного просвещения возросли с 1900 года почти в 5 раз, составив в 1913 году 14,6% бюджетных расходов». ( с.4)
С самого начала царствования Николая II ускоренными темпами начало развиваться и женское образование (c. 25): «На докладе тульского губернатора о желательности более широкого привлечения девочек в народные школы, Он поставил пометку: „Совершенно согласен с этим. Вопрос этот чрезвычайной важности“. Было утверждено положение о Женском Медицинском Институте (в начале царствования Императора Александра III женские медицинские курсы были закрыты за царивший на них революционный дух). Кредиты на церковно-приходские школы были значительно увеличены (почти вдвое)». [там же, с. 62].
К 1914 г. на 1000 человек от общего числа населения учащихся приходилось: в России 59, в Австрии — 143, в Великобритании — 152, в Германии — 175, в США — 213, во Франции — 148, в Японии — 146 человек.
По данным Николая Ерофеева, расходы на образование на душу населения по сравнению с развитыми странами по прежнему были мизерными. В Англии они составляли 2 р. 84 к. на человека, во Франции — 2 р. 11 к., в Германии — 1 р. 89 к., а в России — 21 копейку. Однако данная оценка (21 копейка на душу населения в 1914 году) представляется явно заниженной. Согласно данным, приведённым Питиримом Сорокиным, бюджет Министерства народного просвещения в 1914 году составлял 142 736 000 рублей, общий расход всех министерств на образование составлял 280—300 миллионов рублей, а расход городов и земств приближался к 360 миллионам рублей. Таким образом, общий расход на образование составлял около 640 миллионов рублей, а расходы на образование на душу населения в Российской Империи в 1914 году были не меньше, чем 3 рубля 70 копеек. Впрочем, эти данные не подтверждаются документами того времени. Общий расход всех министерств и ведомств составлял около 267,9 миллионов рублей (см. проект государственной росписи доходов и расходов). Земства могли выделить около 110 миллионов рублей и города — около 40 миллионов рублей. Таким образом, общий реальный расход на образование выходит в 415 миллионов рублей, что ниже данных Питирима Сорокина в 1,5 раза.
К 1914 году в Российской империи насчитывалось 123 745 начальных учебных заведений, из них:
- 80801 ведомства МНП,
- 40530 ведомства православного исповедания
- 2414 других ведомств.

Охват начальной школой детей в возрасте от 8 до 11 лет к 1914 г составлял в целом по Российской империи 30,1 % (в городах — 46,6 %, в сельской местности—28,3 %).

Исследователь ИИЕТ РАН Д. Л. Сапрыкин пришёл к следующим выводам:
Данные полной школьной переписи января 1911 года и частичной переписи января 1915 года говорят о том, что на тот момент в центральных великорусских и малороссийских губерниях было обеспечено фактически полное обучение мальчиков. Иначе обстояло дело с обучением девочек (даже в Европейской России в школах обучалось не более 50 % девочек в начальных школах).
Средние учебные заведения МНП на 1913 г. были представлены мужскими и женскими учебными заведениями:
- Мужские: гимназий — 441, прогимназий — 29, реальных училищ — 284, 32 и 27 технических училищ.

- Женские: гимназии 873, прогимназии 92.[7]

Высшее образование в 1913/1914 гг. было представлено 63 казённых, общественных, частных и ведомственных учебных заведений высшей школы.По данным А. Е. Иванова, в 1913/1914 году в государственных, общественных и частных высших школах обучалось 123 532 студента (из них 71 379 — в государственных вузах). В 1917 в российской высшей школе училось 135 065 студентов.
В государственных высших учебных заведениях училось:
- Университеты — 10 (35 695 учащихся)
- Юридические — 4 (1036 учащихся)
- Востоковедение — 3 (270 учащихся)
- Медицинские — 2 (2592 учащихся)
- Педагогические — 4 (894 учащихся)
- Военные и военно-морские — 8 (1182 учащихся)
- Богословские — 6 (1085 учащихся)
- Инженерно-промышленные — 15 (23 329 учащихся)
- Земледельческие — 6 (3307 учащихся)
- Ветеринарные — 4 (1729 учащихся)
- Художественные — 1 (260 учащихся)

Как докладывал министр просвещения П. Н. Игнатьев в 1916 году о учебных заведениях разных специальностей:
Для уяснения степени потребности в этого вида учебных заведений, я почитаю долгом привести справку, что в то время как в Англии, во Франции и других странах Западной Европы один врач приходится примерно на 1400—2500 жителей, у нас число это возрастает до 5450. По собранным мною данным только для удовлетворения наиболее скромных требований, обеспечивающих население врачебной помощью, при котором один врач приходился бы на 3900 человек — существующее число врачей должно было бы увеличиться на 12800 человек, для чего потребовалось бы открытие по крайней мере 10 новых медицинских школ. В не лучшем положении находится и постановка ветеринарной помощи. По данным, собранным Министерством внутренних дел, для более или менее правильного устройства ветеринарного надзора потребовалось бы по меньшей мере 8000 ветеринаров, в то время, как их имеется немногим более 3000 человек и существующие 4 ветеринарных института не в состоянии значительно увеличить свои выпуски. Наконец, недостаток специально образованных фармацевтов поставил нашу фармацевтическую промышленность в полную зависимость от иностранных рынков.
Изучая далее вопрос, в какой области государственной и общественной деятельности больше всего ощущается недостаток в лицах с соответствующим высшим образованием, я встретился с явлением, которое грозит затормозить не только общий рост народного образования, но и может послужить препятствием к широкому развитию профессиональных знаний. Явление это заключается в быстро растущем некомплекте преподавателей общеобразовательных предметов в средних учебных заведениях, одинаково необходимых как для общеобразовательной, так и для профессиональной средней школы. По статистическим данным некомплект этот в некоторых местностях Империи превышает 40 % общего числа преподавателей, вследствие чего приходится допускать к преподаванию лиц, не обладающих соответствующим научным цензом, что неминуемо влечет за собой понижение уровня преподавания… Отсюда возникает неотложная необходимость в увеличении физико-математических и историко-филологических факультетов, так как существующие не могут в полной мере удовлетворить предъявляемому к ним требованию. Нельзя упускать из виду, что вся техника, все прикладные науки и профессии покоятся на данных чистой науки, которая разрабатывается именно в факультетах. Поэтому и основные кафедры всех высших учебных заведений должны питаться силами, даваемыми факультетами, а следовательно, и развитие высших технических знаний так же неразрывно связано с параллельным ростом высших учебных заведений, культивирующих чистую науку. Между тем, в то время как число высших специальных школ только за последние 25-30 лет увеличилось на 15 учебных заведений, число упомянутых факультетов остается без изменений с 1876 г, то есть с открытием Новороссийского университета, так как учрежденные после него университеты Томский и Саратовский существуют до сих пор без этих факультетов.

Из «Всеподданнейшего доклада Министра народного просвещения гр. П. Н. Игнатьева от 13 июня 1916 г.
Доказывать нехватку профессиональных специалистов и необходимость создания новых высших учебных заведений Министра просвещения заставило то обстоятельство, что Николай II в апреле 1912 г., перед особым совещанием и Советом Министров «начертал»:

«Я считаю, что Россия нуждается в открытии высших специальных заведений, а ещё больше в средних технических и сельскохозяйственных школах, но что с неё вполне достаточно существующих университетов. Принять эту резолюцию за руководящее мое указание».
 Д. Л. Сапрыкин дополняет этот эпизод следующими сведениями:

… данное решение (1912 г.) являлось одним из первых опытов системного кадрового планирования в масштабах всей страны и опиралось на оценку потребностей Российской Империи в кадрах, осуществленной министерством Л. А. Кассо (последний действительно считал необходимым ограничить рост университетского образования). При следующем министре (П. Н. Игнатьеве) предыдущие оценки были пересмотрены. … После соответствующего доклада министра Николай II пересмотрел предыдущее решение и санкционировал введение новых факультетов в Саратовском и Томском университетах, создание новых университетов (в Ростове-на-Дону, Перми, Иркутске и Нижнем Новгороде) и ряда других высших учебных заведений университетского типа (этот эпизод подробно описан П. Н. Игнатьевым на с.127-128 его мемуаров). При этом Николай II всегда подчеркивал именно необходимость опережающего развития техники и технического образования… Достижения российской техники в военный и послевоенный период, быстрое приращение «военно-технического потенциала» были бы невозможны, если бы за два десятилетия, предшествовавшие большой войне в Российской империи не был бы создан соответствующий «образовательный потенциал». Накануне Первой мировой войны в университетах, высших технических школах и академиях Германской империи училось не более 25 тысяч специалистов с естественнонаучным (без медицинского) и инженерным образованием. В высших учебных заведениях других крупных европейских странах (Великобритании, Франции, Австро-Венгрии) их было ещё меньше. Между тем в университетах, высших технических, военно-инженерных и коммерческих училищах Российской империи обучалось не менее 40-45 тысяч специалистов такого рода. Уровень их подготовки был примерно такой же как у европейских коллег, свидетельством этого является, между прочим, успешная карьера многих русских инженеров-эмигрантов, создавших целые отрасли и технологические школы Западной Европе и Америке (достаточно упомянуть И. И. Сикорского, С. П. Тимошенко, В. К. Зворыкина, В. Н. Ипатьева, А. Е. Чичибабина).— Сапрыкин Д. Л. «Образовательный потенциал Российской Империи» (ИИЕТ РАН, М., 2009), с. 44-46

## Реформа начального образования в начале XX века
По данным обследования проведенного в 1894 г. Комитетом Грамотности, начальных училищ и школ грамотности в то время было — 60592 с 2970066 учащимися. Таким образом, уровень образования низших слоёв населения был очень невысок, даже начальное образование не было общим. Развитие системы школьного образования затруднялось также отсутствием закона о всеобщем обязательном обучении. К этому времени во многих странах Европы уже давно была преодолена массовая неграмотность населения и было введено всеобщее обязательное обучение. Так, законы о всеобщем обучении приняты: в Пруссии в 1717 и 1763, в Австрии в 1774, в Дании в 1814, в Швеции в 1842, в Норвегии в 1848, в США в 1852—1900 гг., в Японии в 1872, в Италии в 1877, в Великобритании в 1880, во Франции в 1882.. Однако, хотя формально Законы о всеобщем образовании были введены в этих странах раньше России, но их принятие сопровождалось длительной полемикой и борьбой. Например, в Англии полный пакет соответствующих законодательных актов был введен в действие между 1870 и 1907 годами. — то есть в течение 37 лет. В России после обсуждений в Государственной Думе в 1908—1912 гг. реформа образования заключалась с введением общего начального образования, которое планировали завершить примерно в половине губерний России (в европейской части) до 1918 г, а в полном объёме, по всей империи — к концу 1920-х годов. Фактически к 1917 году практически полный охват начальным образованием был обеспечен в европейской части империи среди мальчиков, но среди девочек — только на 50 %.
Перепись 1897 года выявила 21 % грамотного населения в Российской империи (под грамотностью считалось, как умение читать и писать, так и умение только читать см. формуляры переписи). В Европейской России без Привислянских губерний и Кавказа грамотность населения составила 22,9 %. Самый высокий процент грамотных, 70-80 %, дали три Прибалтийские губернии. Более скромные результаты дали столичные губернии: Санкт-Петербургская — 55 %, Московская — 40 %. 42 % грамотных обнаружилось в Ковенской губернии и 36 % в Ярославской. В остальных губерниях Европейской России оказалось менее 30 % умеющих читать. После 1887 года МНП начинает выдавать денежные кредиты земствам на создание школ. Но этих средств было недостаточно, чтобы существенно повлиять на ситуацию в народном образовании.
Историк Б. Н. Миронов отмечал, что по состоянию на 1889 и 1913 годы доля грамотного населения составляла:
| Российская империя | Великобритания | Германия | США   | Австрия | Япония | Франция |
| 31/13              | 91/89          | 97/95    | 88/85 | 74/60   | 97/—   | 89/81   |
| 54/26              | 99/99          | 99/99    | 93/93 | 81/75   | 98/—   | 95/94   |

В то же время Миронов указывает на то, что «сдвиги в отношении народа к грамотности в конце XIX в. наметились, прежде всего в среде городского населения и рабочих», хотя и признаёт, что «умение учиться по книгам, руководствоваться прочитанным и усвоенным в своем поведении развивалось медленно и к 1917 году стало внутренней потребностью у меньшинства населения».
По данным Военно-статистического ежегодника за 1912 год среди рядового состава армии из 906 тысяч человек числилось 302 тысячи «малограмотных». Большая Советская Энциклопедия (2-е издание) дает следующие данные по динамике уменьшения неграмотности новобранцев в РИ (процент неграмотных среди новобранцев): 1896 — 60 %; 1900 — 51 %; 1905 — 42 %, 1913 — 27 %.
Финансирование системы начального образования шло в основном за счет пожертвований и земств. Так в 1903 г. размер средств содержания начальных школ составлял около 59 млн руб., из которых: 30,1 млн руб. приходилось на счет земств, сельских и городских обществ; 15,8 млн руб. казённое ассигнование; 13 млн пожертвования, средства от платы за обучение и из других источников. Всего в 1903 г. имелось 87973 начальных школ всех типов и ведомств. Число учащихся в них составило 5088029.
Кредиты на народное образование все время неуклонно росли; с 1894 г. по 1904 г. они более чем удвоились: бюджет министерства народного просвещения увеличили с 22 до 42 миллионов рублей, тогда как кредиты на церковные школы выросли с 2,5 до 13 млн; а одни казённые ассигнования на коммерческие училища (которые получили в дальнейшем широкое распространение) достигли 2—3 млн в год. Примерно в такой же пропорции увеличились за десять лет земские и городские ассигнования на нужды просвещения: к 1904 г., если соединить учебные расходы всех ведомств* и местного самоуправления, сумма ежегодных расходов на народное образование уже превышала 100 млн рублей. (c. 62,89)
После революции 1905—1906 гг., Русско-Японской войны и реформ 1906—1907 гг. в думе поднимается вопрос о принятии закона о ведении всеобщего начального образования. В 1906 г. на рассмотрение выносится законопроект министра народного просвещения П. фон Кауфмана. Некоторые положения этого закона были приняты 3 мая 1908 г., согласно которым было резко увеличено государственное финансирование МНП, а п. 6 закона устанавливал бесплатное (но не всеобщее) начальное образование Это сыграло очень большую роль в развитии системы образования в России. Однако раздел о всеобщем обязательном начальном образовании принят не был. Позже в 1910 году, было установлено 4-летнее обучение для всех начальных школ.
Обсуждение законопроекта о всеобщем начальном образовании, тем временем откладывалось несколько раз, и затянулось вплоть до 1912 года. 6 июня 1912 г. Государственный совет окончательно отклонил законопроект о всеобщем обучении. Несмотря на это, были приняты остальные законопроекты от: 3 мая 1908, 22 июня 1909, 13 июня 1912 и 7 июля 1913.
Уже осенью 1908 в думе был разработан проект всеобщего образования сроком на 20 лет.
Распространено мнение, что в масштабах всей России разрабатывавшиеся МНП и депутатами Гос. думы проекты всеобщего обучения так и не получили поддержки на самом высоком уровне. — однако, это не так: рамочный закон о начальном школьном образовании (о резком увеличении финансирования) был подписан 3 мая 1908 г. Николаем II, а в дальнейшем разногласия между Гос. думой и Госсоветом состояли в том, что Госсовет настаивал на увеличении финансирования (выше предложенного Гос. думой) без указания сроков перехода на всеобщее образование, а Гос. дума настаивала на внесении в закон срока перехода на всеобщее обучения (10 лет), но считала при этом, что увеличения финансирования выше ею предложенного (10 млн руб. в год) не требуется. При этом, те же современные критики этого закона пишут: «Со времени издания закона от 3 мая 1908 г. в стране начинают проводиться первые мероприятия, связанные с реализацией проекта введения всеобщего образования в стране, который предполагал создание школьных сетей начальных учебных заведений». Эти мероприятия (в том числе увеличение числа школ и их доступности в радиусе не более 3 верст) проводились неуклонно вплоть до 1917 года

«Картину современного положения школьного дела и результатов, достигнутых за 3 года, протекших со времени приступа к введению всеобщего обучения детей, дает однодневная школьная перепись, произведенная 18 января 1911 г.
Этой переписью зарегистрировано 100295 начальных училищ для детей возраста от 8 до 12 лет, причем Министерство Народного Просвещения считает, что это число составляет около 98 % действительного количества таких школ. Из этих 100295 школ состоят в заведовании: Министерства Народного Просвещения — 59682; Духовного ведомства — 37922; прочих ведомств — 2691.
В день переписи в школах присутствовало 6 180 510 человек учащихся, что по сравнению с общим числом населения составляет 3,85 %. А так как количество детей школьного возраста (от 8 до 12 лет) определяют около 9 % всего населения, то оказывается, что лишь около 43 % всех детей посещало в 1911 г. начальную школу»…
Сроки осуществления всеобщей доступности начального обучения, то есть открытия всех предусмотренных школьной сетью данного района училищ, устанавливаются различные, в зависимости от положения школьного дела в каждом уезде и финансовой его состоятельности. В среднем по 34 губерниям этот срок 9,4 года. В 33 уездах (11 %) он не превышает 5 лет. В 40 уездах (13 %) на открытие полного числа школ потребуется от 12 до 17 лет. (с. 190).
Из данных, опубликованных Центральным Статистическим Комитетом, видно, что в 1911 г. население 34 земских губерний (76 млн.) составляло 46 % всего населения Империи (без Финляндии — 164 млн.).
Число начальных школ в этих губерниях (без школ грамоты) — 59907, составляло 61 % всего установленного переписью количества таких же школ (98204). Расход же на содержание составлял 64 % общего по Империи расхода. Эти цифры свидетельствуют о крупной роли земств в деле насаждения начального обучения. Из 949 городов в 1911 г. вступили в согласие с Министерством о введении всеобщего обучения 69 городов. Затем некоторое количество городских поселений включено в уездные земские сети."
………
«Подводя итоги всему вышеизложенному, следует сказать, что русская начальная народная школа, до весьма недавнего времени существовавшая главным образом на счет местных средств, ныне же поддерживаемая крупными отпусками из средств казны, развивается в центральных великорусских и малороссийских губерниях достаточно быстрым ходом при должном взаимодействии правительства и местных организаций, и что достижение здесь в недалеком будущем общедоступности начального обучения можно считать обеспеченным. Положение же русской школы на окраинах и в местностях с преобладанием иноплеменного населения представляется сравнительно отсталым. Планомерное развитие школьного дела в этих местностях, составляющее ныне очередную задачу Министерства Народного Просвещения, несомненно, потребует энергичных трудов со стороны ведающих этим делом органов правительства и больших затрат из государственного казначейства» (с. 193).
— Из «Объяснительной записки к отчету государственного контроля по исполнению государственной росписи и финансовых смет за 1911 год» С. 187-188 СПб., 1912

## Классификация учебных заведений в Российской империи до 1917 года
Общие учебные заведения;
- Школы — собирательное название в Древней Руси учебных заведений. Первая государственная школа возникла при князе Владимире в X веке, в ней обучались более 300 учеников. При его сыне Ярославе Мудром возникли школы в Новгороде, Переяславе, Чернигове, Суздале. В Российской империи — учебные заведения вне классификации либо начальные училища (земские, церковно-приходские, коммерческие и прочие школы), школы грамоты.
- Церковно-приходские школы — начальные школы, состоящие в ведении духовного ведомства, то есть Святейшего правительствующего синода. Первые учебные заведения подобного типа были открыты в России в начале XVIII века. В соответствии с утверждённым в 1721 году при Петре I «Духовном регламенте» (1721) было предписано учреждать всесословные училища при архиерейских домах (архиерейские школы) и монастырях. С 1864 года переданы в ведение Синода и открывались при церковных приходах со сроком обучения 3-5 лет. Предназначались для обучения грамоте, счёту и Закону Божьему детей из семей с низшим доходом. В них совместно учились мальчики и девочки.
- Начальные народные училища — начальные учебные заведения в один или два класса, предназначенные для обучения лиц из семей с низким заработком, так как обучение в них было бесплатным. По предварительным правилам 1803 года — приходские училища. Каждый церковный приход должен был иметь не менее одного училища. 14 июля 1864 года было утверждено Положение о новых народных училищах, и в том же году Земское положение, что давало возможность открывать училища земствам (земские школы). Также начальные народные училища могли находиться в управлении министерства народного просвещения, в ведении духовного ведомства (церковно-приходские школы), прочих министерств и в общественном ведении. Начальные училища открывались преимущественно в сельских местностях, городских предместьях и рабочих районах. В них совместно учились мальчики и девочки[20][21][22].
- Воскресные школы — частные или общественные начальные, профессиональные или религиозные учебные заведения, обучение в которых проводится по воскресным дням. В Российской Империи во второй половине XIX — начале XX века подобные учебные заведения учреждались интеллигенцией для неграмотных и малограмотных рабочих, крестьян, ремесленников, служащих, а также работающих детей и подростков. По положению 14 июля 1864 г. о начальных народных училищах причислялись к разновидности начального училища.
- Городские училища — занимали промежуточное положение между начальным и средним образованием. Сначала назывались уездными училищами, с 1872 года — городскими училищами. Городские училища были призваны дать более полное образование малоимущим слоям населения, чем начальные народные училища, однако имели платное обучение. Имели от двух до четырёх классов, но в особых случаях разрешались к устроению пяти и шестиклассные училища. С 1912 года были переименованы в высшие начальные училища. Существовали мужские, женские, а также небольшое число смешанных высших начальных училищ[23].
- Гимназии — средние учебные заведения. Плата за обучение была доступной не всем слоям населения. Существовали как государственные, так и частные гимназии. Обучение было раздельным, существовали как женские, так и мужские гимназии. Первая в России светская средняя общеобразовательная гимназия была основана в Петербурге в 1726 году при Академии наук под названием Академическая гимназия (просуществовала до 1805 года). Для поступления в гимназии необходимо было состоять в неподатном сословии. В соответствии с уставом, утверждённым в 1864 году, открывались классические гимназии и реальные гимназии, а также прогимназии. Классические гимназии в 1912 году имели восьмилетний срок обучения и давали право поступления в университет, так как в них изучался латинский язык. При гимназиях существовали подготовительные классы, предназначенные дать начальное обучение и подготавливающие к вступительным экзаменам в гимназию. Прогимназии имели четырёхлетний срок обучения, аналогичный первым четырём годам гимназии, латынь в них не изучалась[24].
- Реальные училища (до 1871 года — Реальные гимназии) — средние учебные заведения, уделявшие, в отличие от гимназии, большее внимание изучению прикладных предметов (естественно-математического цикла). В них учились только мальчики. Первоначально имели целью дать техническое образование, с 1864 года были семиклассными и имели целью подготовку слушателей к вступлению в высшие специальные заведения. В них не было изучения латыни, что делало невозможным поступление в университет без дополнительной подготовки. Уставом от 15 мая 1872 реальные училища кардинально изменили назначение и в дальнейшем служили для обретения образования, пригодного для торговли и промышленности. Имели шесть классов[25]
- Университеты — высшие учебные заведения. Первый в России университет носил название Академический университет, он был открыт в 1724 году и просуществовал до 1766 года. К началу XX века в России (за исключением великого княжества Финляндского) были следующие университеты: Московский (с 1755 г.), Дерптский, или Юрьевский (с 1802 г.), Казанский (с 1804 г.), Харьковский (с 1805 г.), Петербургский(с 1819 г.), Киевский св. Владимира (с 1833 г.), Новороссийский (в Одессе, с 1864 г.), Варшавский (с 1869 г.), Томский (с 1888 г.). В университетах имели право учиться только мужчины.

Женские учебные заведения;
- Епархиальные училища — средние женские учебные заведения, в которых обучались преимущественно дочери священнослужителей.
- Институты благородных девиц — средние женские учебные заведения закрытого типа с полным пансионом, преимущественно для девочек из дворянских семей.
- Высшие женские курсы — высшие женские учебные заведения. Возникли с разрешения правительства с 1869 года (первые учреждения данного типа возникли в Москве и Петербурге).

Специальные учебные заведения;
- Институты — светские высшие учебные заведения, которые готовили, в основном, специалистов технических и естественнонаучных отраслей. Существовали политехнические и технологические институты, институты инженеров железнодорожного транспорта, коммерческие, сельскохозяйственные, педагогические, медицинские институты. В 1804 годах был открыт первый в России педагогический институт.
- Народные училища — средние учебные заведения, готовившие в конце XVIII века учителей для начальных учебных заведений, Первое заведение данного типа открыто в Петербурге в 1783 г. и просуществовало до 1804 г. Впоследствии название стало обозначать заведение дающее начальное образование, а преподавателей стали готовить в учительских семинариях.
- Учительские семинарии и школы — учебные заведения, готовившие педагогов (учителей) для городских, уездных и начальных училищ.
- Учительские институты — мужские педагогические учебные заведения для подготовки учителей уездных, городских и высших начальных училищ.
- Военно-учебные заведения — военные академии, военные училища, юнкерские училища, кадетские корпуса, военные прогимназии, (военные школы) и т. д. Первое военно-учебное заведение в России было создано при Петре I, который в 1700 г. основал в Москве «Школу математических и навигацких наук» для подготовки к службе в артиллерии, инженерах и во флоте.
- Коммерческие училища — средние специальные учебные заведения, дающие коммерческое образование. По положению 15 апреля 1896, дополненному 10 июня 1900 коммерческие училища были семиклассные с полным курсом обучения и трёхклассные дающие исключительно коммерческое образование для лиц окончивших четыре класса реальных училищ[26][27].
- Волостные училища — начальные учебные заведения в России в XIX веке, готовившие писарей для палат государственных имуществ и для сельских управлений.
- Курсы — учебные заведения дающие специальное образование (в основном устраивались коммерческие учебные заведения).
- Духовное училище — начальное учебное заведение для подготовки священнослужителей Православной церкви.
- Духовная семинария — среднее учебное заведение для подготовки священнослужителей Православной церкви.
- Православные духовные академии — высшие учебные заведения для подготовки священнослужителей. Московская духовная академия — первое в России высшее учебное заведение, открытое в 1685 году (до 1814 года называлась «Славяно-греко-латинская академия»), закрыта в 1919 году, возрождена в 1943 году.

## Высшие учебные заведения Российской империи

### Привилегированные учебные заведения
- Благородный пансион при Московском университете (другое общепринятое название — Московский университетский благородный пансион). В 1830 году пансион был закрыт (преобразован в Московский дворянский институт).
- Школа сенаторских юнкеров — просуществовала несколько лет. Была основана в 1797 году.
- Царскосельский лицей. При лицее существовал также Благородный пансион (1814—1829).
- Ришельевский лицей в Одессе.
- Кременецкий (Волынский) лицей.
- Лицей кн. Безбородко в Нежине (другое название — Нежинский лицей).
- Демидовский юридический лицей в Ярославле.
- Катковский лицей.
- Императорское Училище правоведения.

### Институты и высшие училища
- Главный педагогический институт. В 1858 году был упразднён. Для подготовки педагогов в 1860 году были учреждены педагогические курсы при университетах.
- Лазаревский институт восточных языков.
- Историко-филологический институт.
- Восточный институт во Владивостоке.
- Учительский институт в Вятке.
- Петербургский археологический институт.
- Московский археологический институт.
- Императорская Академия художеств. давала высшую подготовку в области живописи, ваяния и архитектуры.
- Московское училище живописи, ваяния и зодчества.
- Императорское Строгановское центральное художественно-промышленное училище.
- Петербургская консерватория.
- Московская консерватория.
- Петербургское театральное училище.
- Московское театральное училище.
- Самарское реальное училище.
- Политехнические институты стали появляться в России сравнительно поздно. Самый старый — Рижский (1862), затем Киевский (1898) и Петербургский (1899), потом Донской в Новочеркасске (1907).
- Технологические институты появились в России раньше. Петербургский практический технологический институт (Технологический институт императора Николая I) был основан в 1827 году (но высшим учебным заведением стал лишь в 1862 году). Харьковский технологический институт — в 1885 году. Томский технологический институт — в 1896 году.
- Горные высшие учебные заведения были самыми ранними.

- Горный институт (императрицы Екатерины II) был основан в 1773 году в Петербурге, как Горное училище.
- Екатеринославский горный институт (до 1912 года — Екатеринославское высшее горное училище) был основан в 1899 году.

- Институт инженеров путей сообщения императора Александра I был основан в 1809 году в Петербурге (до 1864 года назывался Институтом Корпуса инженеров путей сообщения).
- Институт гражданских инженеров императора Николая I был основан в 1832 году в Петербурге на базе Архитектурного училища (до 1882 года именовался Строительным училищем).
- Императорское Московское инженерное училище Ведомства путей сообщения было учреждено в 1896 году, но в нём срок обучения составлял всего 3 года и по типу оно приближалось скорее к современному техникуму.
- Императорское Московское техническое училище, основанное в 1830 году, как ремесленное училище, получило новое наименование и статус высшего учебного заведения в 1868 году.
- Электротехнический институт императора Александра III был создан в 1891 году в Петербурге на базе основанного в 1886 году технического училища Почтово-телеграфного ведомства.
- Императорский Петербургский Лесной институт, основанный в 1803 году, — одно из первых высших учебных заведений в России.
- Высшие сельскохозяйственные учебные заведения

- Новоалександрийский институт сельского хозяйства и лесоводства, основанный в 1816 году в предместье Варшавы Маримонте (ныне территория Жолибожа — района Варшавы).
- Горы-Горецкий земледельческий институт, основанный в 1840 году как земледельческая школа, высший разряд которой был преобразован в Земледельческий институт в 1848 году.
- Московский сельскохозяйственный институт, учреждённый в 1865 году, как Петровская земледельческая и лесная академия.
- Вологодский институт молочного хозяйства, основанный в 1911 году.
- Воронежский сельскохозяйственный институт, основанный в 1913 году.
- Саратовские высшие сельскохозяйственные курсы, основанные в 1913 году.

- Константиновский межевой институт, созданный в Москве в 1779 году в Москве, как Константиновская землемерная школа.
- Ветеринарные институты были в Харькове — Харьковское ветеринарное училище (с 1875 года), Казани (с 1873 года), Юрьевский ветеринарный институт в Дерпте (с 1873 года; с 1849 по 1873 годы — ветеринарное училище), Варшаве (с 1889 года; с 1840 по 1889 годы — ветеринарное училище).
- Медицинские учебные заведения

- Медико-хирургическая академия в Петербурге (основанная в 1798 году на базе медико-хирургического училища). В 1881 году перешла в военное ведомство и получила наименование Военно-медицинской академии.
- Московская медико-хирургическая академия, учреждённая в 1800 году. Была закрыта в 1804 году и восстановлена в 1808 году, как отделение Петербургской медико-хирургической академии. В 1837 году вновь обрела статус «отдельной академии». Была упразднена в 1844 году путём слияния с медицинским факультетом Московского университета.
- Медицинское образование давали также медицинские факультеты университетов.
- Психоневрологический институт в Петербурге, основанный в 1907 году. Действовал на правах частного учебного заведения.

- Специальное высшее экономическое образование

До начала XX века было сосредоточено на юридических факультетах университетов.
- Московский коммерческий институт, основанный в 1903 году на базе коммерческих курсов.
- Киевский коммерческий институт, основанный в 1906 году на базе коммерческих курсов.
- Статистические курсы Министерства внутренних дел, которые давали в течение 2-х лет специальную подготовку лицам со средним образованием и формально также были отнесены к высшим учебным заведениям.

### Высшие военные учебные заведения
- Николаевская академия Генерального штаба (императорская Военная академия), основанная в 1832 году в Петербурге.
- Николаевская инженерная академия, созданная в 1855 году в Петербурге на базе Николаевского инженерного училища (до 1863 года входила в состав Военной академии).
- Михайловская артиллерийская академия, созданная в 1855 году в Петербурге на базе офицерских классов Михайловского артиллерийского училища, основанного в 1820 году (до 1863 года входила в состав Военной академии).
- Александровская военно-юридическая академия, созданная в 1867 году.
- Николаевская морская академия, созданная в 1877 году на базе офицерского класса Морского корпуса, основанного в 1827 году (с 1862 — Академический курс морских наук; с 1877 — Николаевская морская академия).
- Училище (Школа) колонновожатых в Москве, основанное в 1815 году Н. М. Муравьёвым, как частное учебное заведение (Муравьёвское училище; выросло из основанного им же в 1810 году Общества математиков) для подготовки офицеров Генерального штаба. В 1817 году стало государственным учебным заведением. Было закрыто в 1823 году.

### Высшие учебные заведения Российской империи в 1917 году
Высшая школа в России (февраль 1917 года) объединяла 124 учебных заведения: 11 университетов и 40 школ университетского типа, включая юридические, медицинские, востоковедческие, исторические, академические отделения народных университетов; 9 педагогических институтов и высших курсов; 9 учебных заведений музыкально-театрального и изобразительного искусства; 7 духовных академий; 19 инженерных, 15 сельскохозяйственных, 6 коммерческих институтов; 8 военных и военно-морских академий и высших училищ. В 1913 году в них работали 4,5 тыс. профессоров и преподавателей, обучались более 120 тыс. студентов.

#### Государственные высшие учебные заведения Российской империи в 1917 году
| Учебное заведение                                                                                       | Годы основания, открытия, реорганизации | Подведомственность                     |
| Императорские университеты                                                                              | Императорские университеты | Императорские университеты             |
| --- | --- | -------------------------------------- |
| Императорский Московский университет                                                                    | 1755 | Министерство просвещения               |
| Императорский Дерптский (Юрьевский) университет                                                         | 1802 (Юрьевский c 1893) | Министерство просвещения               |
| Императорский Харьковский университет                                                                   | 1805 | Министерство просвещения               |
| Императорский Казанский университет                                                                     | 1804 | Министерство просвещения               |
| Императорский Санкт-Петербургский (Петроградский) университет с отделом в Перми                         | 1819 (Петроградский c 1914) | Министерство просвещения               |
| Императорский Александровский университет в Гельсингфорсе                                               | 1827 | Министерство просвещения               |
| Императорский университет Святого Владимира в Киеве                                                     | 1834 | Министерство просвещения               |
| Императорский Новороссийский университет в Одессе                                                       | 1865 | Министерство просвещения               |
| Императорский Варшавский университет                                                                    | 1869 (эвакуирован в Ростов-на-Дону в 1915) | Министерство просвещения               |
| Императорский Томский университет                                                                       | 1878 (открыт в 1888) | Министерство просвещения               |
| Императорский Николаевский университет в Саратове                                                       | 1909 | Министерство просвещения               |
| Специальные юридические высшие учебные заведения                                                        | |                                        |
| Александровский лицей в Петрограде                                                                      | 1811 | Ведомство императрицы Марии            |
| Лицей цесаревича Николая (Катковский) в Москве                                                          | 1869 | Министерство просвещения               |
| Императорское училище правоведения в Петрограде                                                         | 1835 | Министерство юстиции                   |
| Демидовский юридический лицей в Ярославле                                                               | 1805 | Министерство просвещения               |
| Востоковедческие высшие учебные заведения                                                               | |                                        |
| Учебное отделение восточных языков при Азиатском департаменте Министерства иностранных дел в Петрограде | 1823 | Министерство иностранных дел           |
| Восточный институт во Владивостоке                                                                      | 1899 | Министерство просвещения               |
| Лазаревский институт восточных языков в Москве                                                          | 1815 | Министерство просвещения               |
| Специальные медицинские высшие учебные заведения                                                        | |                                        |
| Императорская военно-медицинская академия в Петрограде                                                  | 1798 (Медицинско-хирургическая академия до 1881) | Военное министерство                   |
| Санкт-Петербургский женский медицинский институт                                                        | 1897 | Министерство просвещения               |
| Педагогические высшие учебные заведения                                                                 | |                                        |
| Петроградский историко-филологический институт                                                          | 1867 | Министерство просвещения               |
| Историко-филологический институт князя А. А. Безбродко в Нежине                                         | 1875 | Министерство просвещения               |
| Педагогический институт имени П. Г. Шелапутина в Москве                                                 | 1911 | Министерство просвещения               |
| Учительский институт в Вятке                                                                            | 1914 |                                        |
| Женский педагогический институт в Петрограде                                                            | 1903 | Ведомство императрицы Марии            |
| Учебное заведение изобразительного искусства                                                            | |                                        |
| Высшее художественное училище при Императорской Академии художеств в Петрограде                         | 1893 (c 1757 до 1893 — Императорская Академия художеств) | Министерство императорского двора      |
| Военные и военно-морские учебные заведения                                                              | |                                        |
| Николаевская академия Генерального штаба в Петрограде                                                   | 1832 | Военное министерство                   |
| Артиллерийская академия в Петрограде                                                                    | 1855 | Военное министерство                   |
| Николаевская инженерная академия в Петрограде                                                           | 1855 | Военное министерство                   |
| Интендантская академия в Петрограде                                                                     | 1900 (Интендантский курс до 1911) | Военное министерство                   |
| Александровская военно-юридическая академия в Петрограде                                                | 1867 | Военное министерство                   |
| Офицерский курс восточных языков в Петрограде                                                           | 1883 (при Учебном отделении Азиатского департамента Министерства иностранных дел) | Военное министерство                   |
| Морская академия в Петрограде                                                                           | 1877 | Морское министерство                   |
| Морское инженерное училище в Кронштадте                                                                 | 1894 | Морское министерство                   |
| Духовные высшие учебные заведения                                                                       | |                                        |
| Казанская духовная академия                                                                             | 1797 | Святейший Синод                        |
| Киевская духовная академия                                                                              | 1701 | Святейший Синод                        |
| Московская духовная академия                                                                            | 1775 | Святейший Синод                        |
| Петроградская духовная академия                                                                         | 1797 | Святейший Синод                        |
| Римско-католическая духовная академия в Петрограде                                                      | 1842 | Министерство внутренних дел            |
| Эчмиадзинская духовная академия                                                                         | 1874 | Министерство внутренних дел            |
| Инженерно-промышленные учебные заведения                                                                | |                                        |
| Императорское Московское техническое училище                                                            | 1868 | Министерство просвещения               |
| Санкт-Петербургский практический технологический институт                                               | 1828 (Высшее учебное заведение — с 1862) | Министерство просвещения               |
| Харьковский практический технологический институт                                                       | 1885 | Министерство просвещения               |
| Томский технологический институт Императора Николая II                                                  | 1896; открыт в 1900 | Министерство просвещения               |
| Варшавский политехнический институт Императора Николая II                                               | 1898 (в 1915 переехал в Нижний Новгород, с 1917 — Нижегородский) | Министерство торговли и промышленности |
| Донской политехнический институт в Новочеркасске                                                        | 1907 | Министерство торговли и промышленности |
| Киевский политехнический институт императора Александра II                                              | 1898 | Министерство торговли и промышленности |
| Политехнический институт императора Петра Великого в Петербурге                                         | 1898; открыт в 1902 | Министерство торговли и промышленности |
| Рижский политехнический институт                                                                        | 1896 (из Рижского политехнического училища, созданного в 1862 году; эвакуирован в 1915 году) | Министерство просвещения               |
| Институт инженеров путей сообщения в Петрограде                                                         | 1810 | Министерство путей сообщения           |
| Московский институт инженеров путей сообщения императора Николая II                                     | 1896 (Инженерное училище до 1913) | Министерство путей сообщения           |
| Санкт-Петербургский горный институт                                                                     | 1774 (Горное училище — до 1804; Горный кадетский корпус — до 1833; Институт Корпуса горных инженеров — до 1866; Петербургский горный институт — до 1917) | Министерство торговли и промышленности |
| Екатеринославский горный институт                                                                       | 1899 (из Высшего горного училища, созданного в 1899 году. 1912 — Горный институт императора Петра Великого) | Министерство торговли и промышленности |
| Электротехнический институт в Петрограде                                                                | 1891 (из Технического училища Почтово-телеграфного ведомства, созданного в 1886 году. 1891 — Электротехнический институт. 1899 — Электротехнический Институт императора Александра III) | Министерство внутренних дел            |
| Институт гражданских инженеров в Петербурге                                                             | 1877 (из Училища гражданских инженеров, созданного в 1832 году. 1842 — Строительное училище Главного управления путей сообщения и публичных зданий. 1877 — приравнено к высшим учебным заведениям. 1882 — Институт гражданских инженеров. 1892 — Институт гражданских инженеров императора Николая I) | Министерство внутренних дел            |
| Сельскохозяйственные высшие учебные заведения                                                           | |                                        |
| Московский сельскохозяйственный институт                                                                | 1865 (Петровская земледельческая и лесная академия до 1894) | Министерство земледелия                |
| Институт сельского хозяйства и лесоводства в Новой Александрии                                          | 1862 | Министерство земледелия                |
| Лесной институт в Петрограде                                                                            | 1803 | Министерство земледелия                |
| Воронежский сельскохозяйственный институт                                                               | 1913 | Министерство земледелия                |
| Высшие мужские курсы по виноделию при Никитском училище садоводства и виноделия в Ялте                  | 1888 | Министерство земледелия                |
| Константиновский межевой институт                                                                       | 1779 | Министерство юстиции                   |
| Варшавский ветеринарный институт                                                                        | 1889 (эвакуирован в Новочеркасск в 1915, Донской — в 1916) | Министерство просвещения               |
| Казанский ветеринарный институт                                                                         | 1873 | Министерство просвещения               |
| Харьковский ветеринарный институт                                                                       | 1873 | Министерство просвещения               |
| Юрьевский ветеринарный институт                                                                         | 1873 (Дерптский до 1893) | Министерство просвещения               |

#### Общественные и частные высшие учебные заведения Российской империи в 1917 году
| Учебное заведение | Годы основания, открытия, реорганизации | Форма                                                     | Подведомственность                                        |
| Женские курсы (с университетской программой преподавания)                                                                      | Женские курсы (с университетской программой преподавания)                                                                                              | Женские курсы (с университетской программой преподавания) | Женские курсы (с университетской программой преподавания) |
| --- | --- | --------------------------------------------------------- | --------------------------------------------------------- |
| Варшавские высшие женские курсы                                                                                                | 1909 (В 1915 эвакуированы в Ростов-на-Дону; в 1917 переименованы)                                                                                      | общественные                                              | Министерство просвещения                                  |
| Екатеринославские высшие женские курсы                                                                                         | 1916 | общественные                                              | Министерство просвещения                                  |
| Казанские высшие женские курсы                                                                                                 | 1872 (В 1886 приостановлены; в 1906 — возобновлены) | общественные                                              | Министерство просвещения                                  |
| Киевские высшие женские курсы                                                                                                  | 1872 (В 1886 приостановлены; в 1906 — возобновлены) | общественные                                              | Министерство просвещения                                  |
| Одесские высшие женские курсы                                                                                                  | 1909 | общественные                                              | Министерство просвещения                                  |
| Петроградские высшие женские курсы (Бестужевские)                                                                              | 1878 | общественные                                              | Министерство просвещения                                  |
| Сибирские высшие женские курсы в Томске                                                                                        | 1910 | общественные                                              | Министерство просвещения                                  |
| Тифлисские высшие женские курсы (не имели статуса высшего учебного заведения)                                                  | 1909 | общественные                                              | Министерство просвещения                                  |
| Харьковские высшие женские курсы Общества взаимопомощи трудящихся женщин                                                       | 1907 | общественные                                              | Министерство просвещения                                  |
| Киевские общеобразовательные вечерние женские курсы А. В. Жикулиной                                                            | 1905 | частные                                                   | Министерство просвещения                                  |
| Московские высшие женские курсы В. И. Герье                                                                                    | 1872 (В 1886 приостановлены; в 1900 — возобновлены) | частные                                                   | Министерство просвещения                                  |
| Московские высшие женские историко-филологические и юридические курсы В. А. Полторацкой                                        | 1906 (до 1907 Высшие женские частные юридические курсы кн. Голициной и Полторацкой)                                                                    | частные                                                   | Министерство просвещения                                  |
| Петроградские высшие женские историко-литературные и юридические курсы Н. П. Раева (Вольный женский университет)               | 1906 | частные                                                   | Министерство просвещения                                  |
| Петроградские высшие женские курсы при Биологической лаборатории проф. П. Ф. Лесгафта, учреждённые Дмитриевым                  | 1905 Курсы по биологическим, педагогическим и социальным наукам (в 1907 — закрыты; в 1910 — возобновлены, как Высшие курсы)                            | частные                                                   | Министерство просвещения                                  |
| Петроградские женские естественно-научные курсы М. А. Лохвицкой-Скалон                                                         | 1905 | частные                                                   | Министерство просвещения                                  |
| Учебные заведения для мужчин и женщин (с университетской программой преподавания)                                              | |                                                           |                                                           |
| Московский городской народный университет имени А. Л. Шанявского                                                               | 1908 | общественный                                              | Министерство просвещения                                  |
| Нижегородский городской народный университет                                                                                   | 1916 | общественный                                              | Министерство просвещения                                  |
| Томский народный университет имени П. И. Макушина                                                                              | 1916 | общественный                                              | Министерство просвещения                                  |
| Петроградский археологический институт                                                                                         | 1877 | общественный                                              | Министерство просвещения                                  |
| Московский археологический институт (общественный)                                                                             | 1907 | общественный                                              | Министерство просвещения                                  |
| Московский частный юридический институт                                                                                        | 1915 | частный                                                   | Министерство просвещения                                  |
| Петроградский частный университет при Психоневрологическом институте                                                           | 1907 (до 1916 Психоневрологический институт) | частный                                                   | Министерство просвещения                                  |
| Юрьевские университетские курсы естественных и медицинских наук, учреждённые проф. М. И. Ростовцевым                           | 1908 | частные                                                   | Министерство просвещения                                  |
| Новороссийский (в Одессе) международный институт                                                                               | 1914 | частный                                                   | Министерство просвещения                                  |
| Петроградские высшие географические курсы при Докучаевском почвенном комитете                                                  | 1916 | общественные                                              | Министерство земледелия                                   |
| Женские медицинские учебные заведения                                                                                          | |                                                           |                                                           |
| Харьковский женский медицинский институт                                                                                       | 1910 | общественный                                              | Министерство просвещения                                  |
| Женский городской медицинский институт в Ростове-на-Дону                                                                       | 1916 | общественный                                              | Министерство просвещения                                  |
| Саратовские высшие женские курсы Саратовского санитарного общества (общественный)                                              | 1915 | общественные                                              | Министерство просвещения                                  |
| Одесские высшие женские медицинские курсы                                                                                      | 1916 | общественные                                              | Министерство просвещения                                  |
| Киевский женский медицинский институт                                                                                          | 1916 (Преобразован из медицинского факультета Киевских высших женских курсов, созданного в 1907, с 1908 — самостоятельное учебное заведение)           |                                                           | Министерство просвещения                                  |
| Петроградский женский медицинский институт                                                                                     | 1897 | частный                                                   | Министерство просвещения                                  |
| Московский женский медицинский институт проф. П. Г. Статкевича и А. Б. Изачека                                                 | 1909 | частный                                                   | Министерство просвещения                                  |
| Педагогические учебные заведения                                                                                               | |                                                           |                                                           |
| Петроградская академия педагогических наук Лиги образования                                                                    | 1907 | общественная                                              | Министерство просвещения                                  |
| Петроградские педагогические курсы Общества экспериментальной педагогики                                                       | 1910 | общественные                                              | Министерство просвещения                                  |
| Петроградские педагогические курсы Фребелевского общества для содействия первоначальному воспитанию                            | 1872 (в 1907 преобразованы в высшие женские) | общественные                                              | Министерство просвещения                                  |
| Киевский женский Фребелевский институт Киевского Фребелевского общества                                                        | 1903 | общественный                                              | Министерство просвещения                                  |
| Московские педагогические курсы при Обществе воспитательниц имени Д. И. Тихомирова                                             | 1872 | общественные                                              | Министерство просвещения                                  |
| Учебные заведения изобразительного и музыкального искусства                                                                    | |                                                           |                                                           |
| Московское училище живописи, ваяния и зодчества Московского художественного общества                                           | 1843 | общественное                                              | Министерство внутренних дел                               |
| Музыкально-драматическое училище Московского филармонического общества                                                         | 1878 | общественное                                              | Министерство внутренних дел                               |
| Петроградская консерватория | 1862 | общественная                                              | Министерство внутренних дел                               |
| Московская консерватория | 1866 | общественная                                              | Министерство внутренних дел                               |
| Киевская консерватория Русского музыкального общества                                                                          | 1912 | общественная                                              | Министерство внутренних дел                               |
| Саратовская консерватория | 1912 | общественная                                              | Министерство внутренних дел                               |
| Одесская консерватория | 1913 | общественная                                              | Министерство внутренних дел                               |
| Петроградский институт истории искусств                                                                                        | 1912 | общественный                                              | Министерство просвещения                                  |
| Коммерческие учебные заведения                                                                                                 | |                                                           |                                                           |
| Киевский коммерческий институт                                                                                                 | 1906 | общественный                                              | Министерство торговли и промышленности                    |
| Московский коммерческий институт Общества распространения коммерческих знаний                                                  | 1906 | общественный                                              | Министерство торговли и промышленности                    |
| Высшие коммерческие курсы М. В. Побединского в Петрограде                                                                      | 1906 (с 1917 — Торгово-промышленный институт) | частный                                                   | Министерство торговли и промышленности                    |
| Петроградский коммерческий институт                                                                                            | 1906 (Высшие коммерческие курсы при обществе содействия высшему коммерческому образованию; в 1910—1917 Институт высших коммерческих знаний — вечерний) | общественный                                              | Министерство торговли и промышленности                    |
| Харьковский коммерческий институт Купеческого общества                                                                         | 1912 (до 1916 — Высшие коммерческие курсы) | общественный                                              | Министерство торговли и промышленности                    |
| Практическая восточная академия Общества востоковедения в Петрограде                                                           | 1910 (мужская) | общественная                                              | Министерство торговли и промышленности                    |
| Сельскохозяйственные учебные заведения                                                                                         | |                                                           |                                                           |
| Московские высшие женские сельскохозяйственные курсы С. К. Голициной                                                           | 1908 | общественные                                              | Министерство земледелия                                   |
| Новочеркасские высшие сельскохозяйственные курсы Донского сельскохозяйственного общества                                       | 1916 | общественные                                              | Министерство земледелия                                   |
| Петроградские женские сельскохозяйственные курсы Общества содействия женскому сельскохозяйственному образованию (Стебутовские) | 1904 | общественные                                              | Министерство земледелия                                   |
| Петроградские сельскохозяйственные курсы (Каменноостровские)                                                                   | 1906 | частные                                                   | Министерство земледелия                                   |
| Саратовские высшие сельскохозяйственные курсы Саратовского сельскохозяйственного общества                                      | 1913 | общественные                                              | Министерство земледелия                                   |
| Инженерно-промышленные учебные заведения                                                                                       | |                                                           |                                                           |
| Петроградский женский политехнический институт                                                                                 | 1906 (Женские политехнические курсы; в 1915 переименованы в институт)                                                                                  | общественные                                              | Министерство просвещения                                  |
| Московский женский политехнический институт                                                                                    | 1775 | частный                                                   | Министерство просвещения                                  |
| Екатеринославский политехнический институт, учреждённый А. А. Прессом и Л. Г. Рабиновичем                                      | 1916 Для мужчин и женщин еврейской национальности | частный                                                   | Министерство просвещения                                  |
| Курсы высших архитектурных знаний Е. Ф. Багаевой и Л. П. Молас в Петрограде                                                    | 1906 | частные                                                   | Министерство торговли и промышленности                    |